# Cabela's Outdoor Adventures
Cabela's Outdoor Adventures är ett 2005-jakdatorspel publicerat av Activision Value för Microsoft Windows, Xbox, GameCube, PlayStation 2. 

## Spelupplägg
Spelet ger en spelare möjligheten att köra fordon, fisk och jakt. Det finns 11 platser, 32 djur att jaga flera tusen Cabelas vapenalternativ. Några av djuren i spelet inkluderar vittonade hjort, muldjurhjort, brunbjörn, svartbjörn, älg, coyote, bobcat, lynx, javelina och tvättbjörn.